# Pasaje del Gran Allegheny

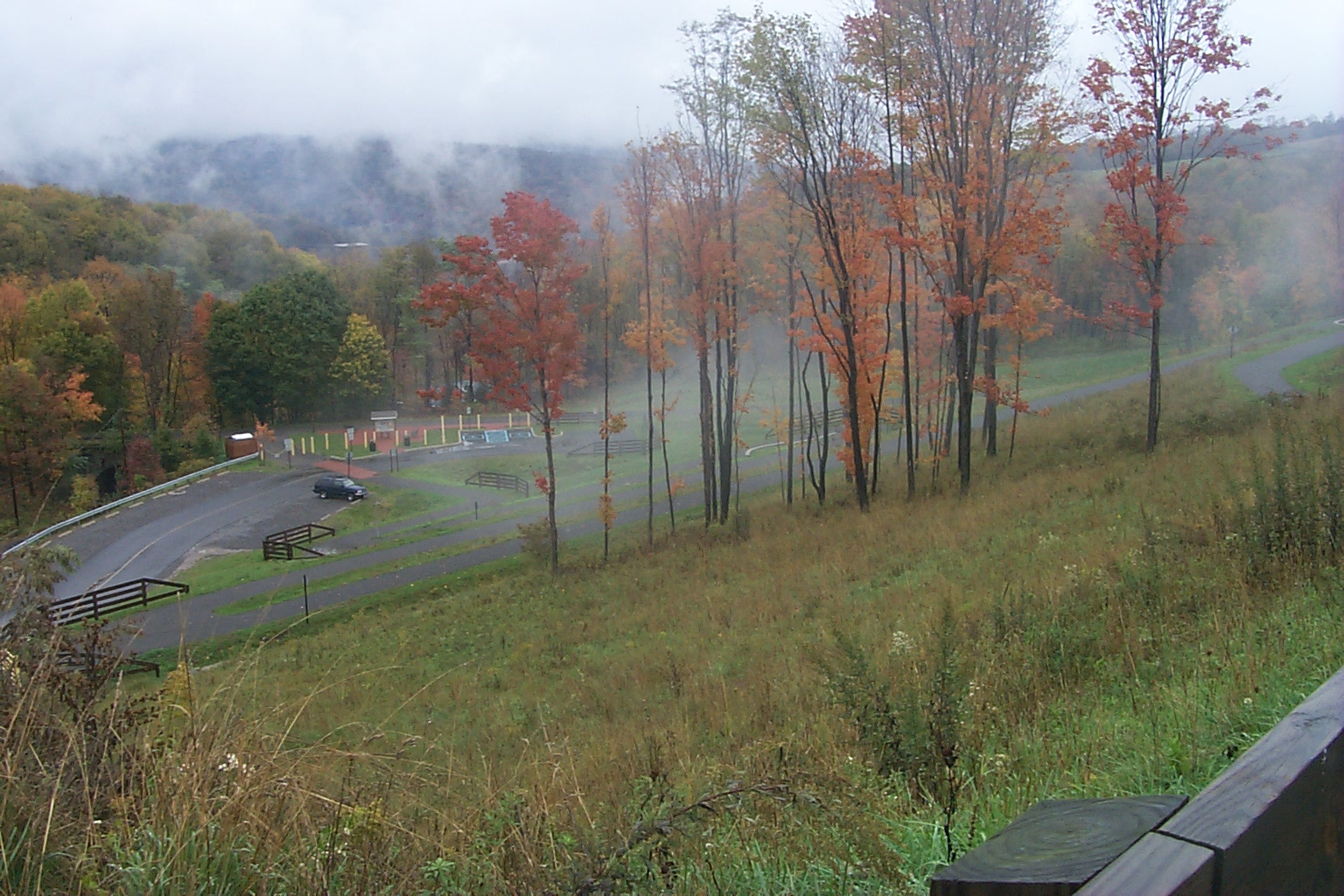
Frostburg trailhead, desde la cima del sendero de acceso

El Pasaje del Gran Alleghny (en inglés: Great Allegheny Passage) es un sendero ferroviario en Maryland y Pensilvania (Estados Unidos), el sendero central de una red de senderos para excursionistas y ciclistas de larga distancia a través de la región de Allegheny de las Montañas Apalaches, que conecta Washington D. C. con Pittsburgh, Pensilvania.
La primera sección de 9 millas (14 km) del GAP cerca de Ohiopyle, Pensilvania, se inauguró en 1986. La sección de 9 millas (14 km) entre Woodcock Hollow y Cumberland se inauguró el 13 de diciembre de 2006. En junio de 2013, treinta y cinco años después de que se iniciara la construcción, se completó la sección final del GAP (desde West Homestead hasta Pittsburgh), con un costo total de $80 millones de dólares y le dio a Pensilvania las "millas de senderos más abiertos de la nación" (900 millas, con 1,110 millas en desarrollo). El proyecto de finalización se tituló The Point Made, porque ahora era posible llegar a Point State Park en Pittsburgh desde Washington D. C. Las celebraciones de apertura tuvieron lugar el 15 de junio de 2013. 
El sendero multiuso, adecuado para andar en bicicleta y a pie, utiliza corredores desaparecidos de los Ferrocarriles de Baltimore y Ohio, Pittsburgh y Lake Erie Railroad, Union Railroad y el Ferrocarril del Oeste de Maryland, que se extienden a 150 millas (240 km) de Cumberland, de Maryland a Point State Park en el centro de Pittsburgh (actualmente usando la Segunda Avenida en Pittsburgh, con planes en marcha para crear un sendero independiente), e incluye el ramal de 52 millas (84 km) (Montour Trail) al Aeropuerto Internacional de Pittsburgh. 
Completando un corredor continuo no motorizado desde Point State Park a Washington D. C., el GAP se conecta con el sendero de sirga de Chesapeake y el Canal de Ohio, que recorre 296,9 km entre Cumberland y Washington D. C. 
La Alianza de Senderos de Allegheny (ATA, por sus siglas en inglés), una coalición de siete organizaciones de senderos relacionadas con el GAP (Friends of the Riverfront, Steel Valley Trail, Regional Trail Corporation, Ohiopyle State Park y Mountains Maryland), mantiene el GAP de 150 millas, que también es un segmento del Potomac Heritage National Scenic Trail, uno de los ocho senderos escénicos designados a nivel nacional.
El nombre formal del sendero, el Gran Pasaje de Allegheny, fue seleccionado en 2001 por la ATA "después de seis años y más de 100 propuestas" como "un nombre que evoca la geografía y el patrimonio histórico" del sendero, habiendo sido sugerido por Bill Metzger, editor del boletín de la ATA. El sendero usaba un nombre temporal, "Cumberland and Pittsburgh Trail", antes de que se adoptara su nombre oficial. El segundo subcampeón de la prueba fue el "Allegheny Frontier Trail".

## Hitos
La ruta es recorrida por "viajeros", incluyendo excursionistas, mochileros y ciclistas, en parte o en su totalidad. Hitos notables a lo largo del camino incluyen:
- Point State Park en el centro de Pittsburgh, donde el río Allegheny se une con el río Monongahela para formar el río Ohio.
- Carrie Furnace, parte de la ruta Steel Valley Heritage Trail, a lo largo del río Monongahela.
- Parque de atracciones Kennywood, cerca de Duquesne, Pensilvania; esta sección del sendero fue restringida durante septiembre de 2013 debido a un deslizamiento de tierra.[2]
- Dead Man's Hollow, antiguo sitio de la Union Sewer Pipe Company ubicado en las afueras de McKeesport, Pensilvania, ahora una reserva natural de 440 acres y un sendero de estímulo.
- Cementerio de Dravo, originalmente el pueblo de la tribu Seneca conocido como Cyrie, más tarde el hogar de la Iglesia Metodista Dravo y el Cementerio. Ahora es una popular zona de acampada y lugar de descanso cerca de Buena Vista, Pensilvania.
- Puentes de Connellsville, 2 puentes largos cerca de Connellsville, Pensilvania.
- Parque Estatal de Ohiopyle, dividido por el río Youghiogheny, el destino de aguas bravas más popular de la costa este.
- Fallingwater, un hito arquitectónico nacional diseñado por Frank Lloyd Wright. Está situado muy cerca del sendero, pero no accesible desde él.
- Túnel de Pinkerton, un túnel de 849 pies (259 m) de largo (no iluminado; reabierto en 2015) y un pasaje entre los senderos de Markleton y Fort Hill.[3]
- Viaducto de Salisbury, de 1,908 pies (0.4 millas; 0.6 km) de largo y hasta 100 pies (30 m) de altura a través del valle del río Casselman.
- Museo del Tren en Meyersdale, Pensilvania
- Puente Bollman Truss en Meyersdale, uno de los dos puentes de hierro fundido que sobreviven en América del Norte.
- La divisoria continental oriental, el punto más alto del sendero, pasa por un corto túnel con murales de la historia del área y un mapa de los contornos de elevación del sendero.
- Big Savage Tunnel, de 3,295 pies (0.6 millas; 1.0 km) de largo. El túnel iluminado lleva el sendero a través de Big Savage Mountain dos millas al este de la divisoria continental oriental con una vista panorámica justo al este del túnel,  cerrado cada año del 1 de diciembre al 1 de abril para protegerse de la nieve y el hielo estacionales.
- Línea Mason-Dixon: la frontera donde el sendero cruza entre Pensilvania y Maryland.
- Túnel Borden: 292 m (957 pies) de largo, sin luz.
- Western Maryland Scenic Railroad (ferrocarril panorámico del oeste de Maryland), un ferrocarril a vapor en funcionamiento que opera junto al sendero que va desde Cumberland, Maryland, hasta la ciudad universitaria de Frostburg, Maryland (y viceversa), a lo largo de la vía original del Western Maryland Railway.
- Túnel de cepillo: 914 pies (279 m) de largo, iluminado; el sendero y el Western Maryland Scenic Railroad comparten este túnel y lo atraviesan lado a lado.
- Cumberland Bone Cave, a dos o tres millas al oeste de Cumberland, Maryland: un sitio arqueológico que contiene huesos de tigres dientes de sable y otros animales extintos, descubiertos durante la construcción del ferrocarril.
- Canal Place, la cabeza del Canal de Chesapeake y Ohio (C&O) en Cumberland, Maryland, donde el C&O se encuentra con el antiguo ferrocarril del oeste de Maryland (WM) y la vía férrea.

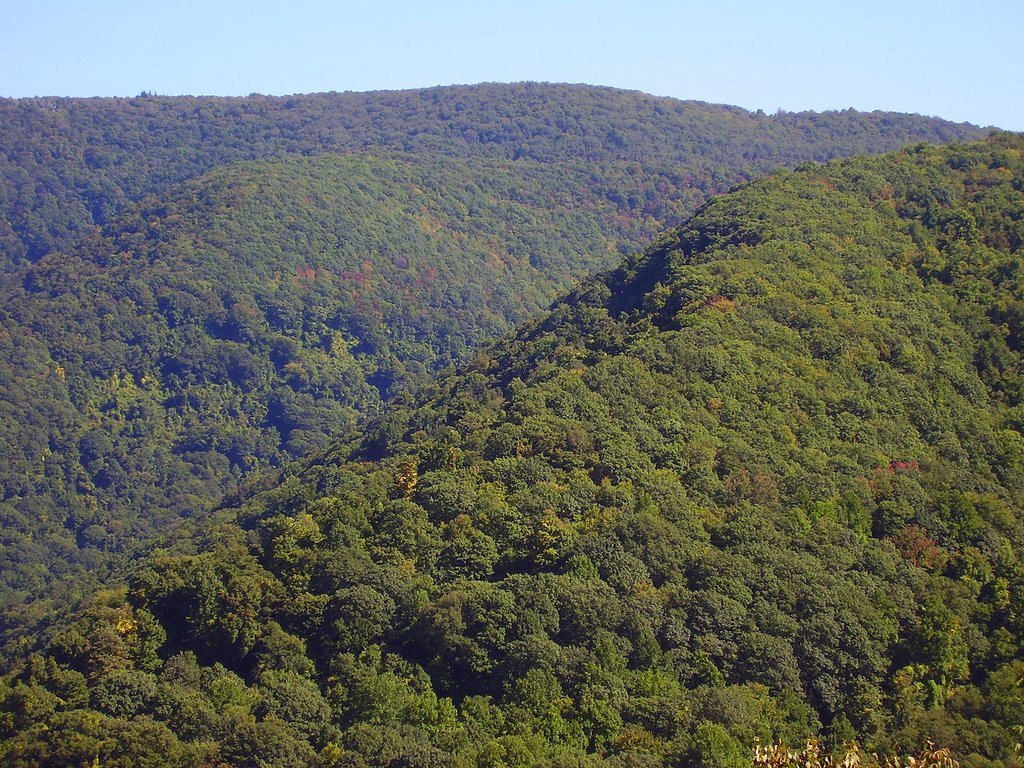
Montañas de Allegheny a lo largo de la ruta del sendero

### En inglés
- Sitio web oficial del ATA Trail
- Sitio web oficial del Youghiogheny River Trail
- Explore Trails Archivado el 27 de agosto de 2018 en Wayback Machine.
- Canal Chesapeake-Ohio en el sitio web del Servicio de Parques Nacionales de Estados Unidos
- Manual de señales gráficas y directrices para transitar el Pasaje del Gran Allegheny (en PDF)

- Datos: Q5598614
- Multimedia: Great Allegheny Passage / Q5598614